# Hexagenia callineura
Hexagenia callineura is een haft uit de familie Ephemeridae. De wetenschappelijke naam van de soort is voor het eerst geldig gepubliceerd in 1914 door Banks.
De soort komt voor in het Neotropisch gebied.